# 黄斑弓背蚁
黄斑弓背蚁（学名：Camponotus albosparsus）臺譯白疏巨山蚁，是蚁科蚁亚科弓背蚁属的一种。 

## 描述
工蚁划分为三种，小型工蚁体长约为 3.7mm-5.8mm 、中型工蚁体长约为 6.5-7.4mm 、大型工蚁体长约为 8mm 。蚁后体长约为 9-10mm 。其特点就是在腹部有着两个明显的淡黄色或黄色斑块。 
该物种为单后制度，一个群落只能容纳一只蚁后。成熟群落通常会有 2000 至 10000 只工蚁。 
该物种平时以蜜露为食，偶尔会捡食残留的死昆虫作为蛋白质的来源 
婚飞季节为 6月到 7月，婚飞时间大概在晚上 6点（黄昏）至 12点（午夜）进行，婚飞地带通常在无光污染的郊区或山区，并会在路灯下进行婚飞

## 分布
该物种广泛分布在东南亚，除此之外还有南亚和东亚等地区。  该物种喜爱潮湿环境，为土木双栖型弓背蚁，因此它们可以同时住在泥土或者腐烂的湿木头里。 